# Kiến tạo núi Taconic
Kiến tạo núi Taconic là một giai đoạn kiến tạo núi đã kết thúc 440 triệu năm về trước và ảnh hưởng chủ yếu lên vùng New England hiện nay. Trong giai đoạn này, một dãy núi lớn được tạo thành kéo dài từ phía bắc Canada tới vùng cao nguyên Piedmont ở Hoa Kỳ.